# 和瑞街道
和瑞街道，是中华人民共和国山西省大同市云冈区下辖的一个乡镇级行政单位。2021年3月，以原和瑞街道的泰仁里、泰和里、泰丰里、泰昌里、泰康里5个社区居委会的行政区域为平喜街道的行政区域；以原和瑞街道的福泰里、福祥里、福荣里、福美里、福禧里、福瑞里6个社区居委会的行政区域为清泉街道的行政区域。

## 行政区划
和瑞街道下辖以下地区：
泰安里社区、泰明里社区、泰昌里社区、泰福里社区、泰丰里社区、安庆里社区、安瑞里社区和安祥里社区。